# TW-68 (航空機)
TW-68は、石田財団傘下の石田エアロスペースが計画したティルトウイング式の垂直/短距離離着陸機（V/STOL機）。実機は製造されていない。

## 経緯
石田財団は1985年（昭和60年）より短距離離着陸機（STOL機）の研究を進めていたが、改めて1987年（昭和62年）あるいは1988年（昭和63年）より、XC-142やCL-84、XV-15やV-22の開発に関わった技術者らが立ち上げたアメリカのベンチャー企業DMAV（Dual Mode Air Vehicle）と共同で、ティルトウイング機TW-68の開発計画を開始した。1988年夏の時点で風洞実験が行われており、1989年（平成元年）6月8日には計画が発表され、同年のパリ航空ショーにも出展された。1989年12月には、石田財団とDMAVによってTW-68開発のために石田エアロスペース（TWインダストリー）が設立された。
日本への技術移転に関する批判への対応策として、研究・開発施設はアメリカに置くものとされ、試作実験工場はダラス近郊のアライアンス空港にて1992年（平成4年）に着工された。機体そのものについてもエンジンおよびローターの形式の決定、胴体と主翼の初期設計の完了、モックアップの製作といった段階まで進行し、1992年7月には連邦航空局（FAA）に対して型式証明を申請しているが、航空機業界全般の不況の煽りを受けて開発費用を用意できる目処が立たなくなったことで作業の本格化は見送られ、開発段階に達さないまま1993年（平成5年）6月23日に計画は中止されている。
実験機4機の製造が予定され、計画当初は1991年（平成3年）に実験機を製作、完成は1993年と見積もられていたが、数度の延期の後、最終的な時点では1996年（平成8年）に実験機が完成、1999年（平成11年）より量産開始と予定されていた。また、量産化の際には製造・販売を担う能力を持つ他の企業をパートナーとすることも検討されていた。
石田財団はコミューター航空に関心を抱いており、TW-68の主な市場のひとつとしてもコミューター路線が想定されていた。羽田空港 - 小笠原村間の定期航空路用の機体の候補としてTW-68が挙げられたこともあった。その他に、ビジネス機としての需要や、陸地と洋上の石油プラットフォームとの間の往還など、既存のヘリコプターのニッチのうち、速力や航続性能などの面でティルトウイング機のほうが有利となる中距離（200 - 500 km）飛行を伴う各用途での需要などが見込まれていた。

## 設計
機体はセミモノコック構造で、一次構造にアルミ合金、二次構造などに軽量な複合材を用いている。胴体断面は円形。着陸脚は前輪式。電子制御と機械的制御を併用した飛行制御システムを有し、これにはVTOL飛行中のトラブルに備えて最大3重のバックアップを用意する予定だった。操縦席はグラスコックピットで、垂直着陸中に直下の視野を確保するため、下面にも風防が設けられている。また、実験機では射出座席を備える予定だった。
主翼は高翼配置のティルトウイングで、エンジンは主翼の上側に、6翅のローターとギアボックスは主翼の下側に、一体型のナセルに収まった形で配されている。また、遷移飛行時に揚力を稼げるよう、フルスパン・スラットが前縁に備えられている。最初の計画ではギャレット製あるいはPW120級のエンジンを装備する予定だったが、FAAの耐空証明要件に合致させるべく、1990年（平成2年）10月にエンジン1基が停止した場合の耐空性に優れるようにPT6AあるいはPT6B-67Rを計4基、2基を連ねて同じナセルに収め1基のローターを駆動させる形へと変更された。これら4基のエンジンはシャフトで連結されており、1基が停止した場合でも残り3基でローター2基を等分に駆動させ、ホバリングを続けることが可能になった。なお、エンジンの変更によって設計は大型化している。
尾翼はT字尾翼。尾部には尾翼と併せて、離着陸の際に低速飛行時のピッチ・コントロールに用いるダクテッドファン形式の小型ローターを横置きの形で備えている。このローターは、連結シャフトの中央ギアボックスから延びたクラッチによって、エンジンの回転を伝えられ駆動する。ただし、電動モーターで独立駆動する形への設計変更も検討されていた。
ビジネス機やコミューター機向けの「TW-68B」と、洋上連絡などの人員・貨物輸送での使用を想定した「TW-68T」の2種のサブタイプが構想されており、Bタイプには与圧キャビンが組み込まれている。機体価格は、1990年の時点ではBタイプが7 - 8億円、Tタイプが4億5千万円になると予定されていたが、1993年時点の予定では9 - 10億円まで上昇している。また、派生型として「TW-68ストレッチ」の計画も存在し、こちらでは胴体を延長して乗客定員を19名へ増やすとともに、エンジンをPT6Aの改良型4基、あるいは3,500 shp級のもの2基へと変更する予定だった。
なお、研究開発には日本の技術者も関与しているが、初期設計および開発はDMAV側が担当している。

## 諸元（計画値）
出典：「Ishida TW-68 - Archived 10/95」 1,2頁、「ティルトウィング開発の現場を見る」 85頁。
- 全長：12.00 m[10]あるいは15.40 m[43]
- 翼幅：10.97 m[10]あるいは12.40 m[43]
- 全高：4.08 m[10]あるいは5.50 m[43]
- 翼面積：23.7 m2[10]あるいは28.8 m2[43]
- 空虚重量：5,000 kg[3]（運用自重：5,618 kg[43]）
- 最大離陸重量：6,320 kg（VTOL時）、8,158 kg（STOL時）[3]あるいは8,618 kg[43]
- エンジン：P&WC PT6B-67R ターボシャフト（1,000 - 1,500 shp） × 4
- 最大速度：574 km/h
- 最大巡航速度：552 km/h
- 通常巡航速度：496 km/h
- 最大運用高度：8,800 m
- 航続距離：1,700 km[43]あるいは1,800 km[3]
- 乗員：2名
- 乗客（Bタイプ[26]）：9名（ビジネス機仕様）、14 - 16名（コミューター機仕様）